# Mazarunia
Mazarunia – rodzaj słodkowodnych ryb z rodziny pielęgnicowatych (Cichlidae). 

## Klasyfikacja
Gatunki zaliczane do tego rodzaju:
- Mazarunia charadrica López-Fernández, Taphorn & Liverpool, 2012
- Mazarunia mazarunii Kullander, 1990
- Mazarunia pala López-Fernández, Taphorn & Liverpool, 2012